# Microsoft Paint
Microsoft Paint（マイクロソフト ペイント）は、Microsoft Windowsに附属するグラフィックソフトウェアの名称。Windows 2.x以前および95/NT4.0以降に附属する。通称ペイントまたはMSペイント（前者が多い）。本稿ではWindows 3.x/NT3.xxに附属の「ペイントブラシ (Microsoft Paintbrush)」についても触れる。

## 概要
Windowsペイントは、かつてZsoft Corporationの開発した「PCペイントブラシ」というドローソフトをWindows 1.0のバンドルソフトとして採用したことが始まりである。なお「PCペイントブラシ」は、Appleの「Macペイント」の影響を受けてマウス・システムズのマウスにバンドルされた「PCペイント」のクローンとされており、それらがルーツとなっている。
ペイントはペイントツールの一種で、白紙の状態からペンツールや塗りつぶしツールを利用して図形描画を行う。1枚の紙に絵を描くことを前提としているため、レイヤー機能・インデックスカラーパレット・画像の補正などは一切利用できず複雑な作業を行うには不向きだが、操作性が極めてシンプルなので主に落書きや地図の作成など、幅広い使われ方がある。
初期のペイントはMSPというモノクロ用の画像形式しか扱えなかった。ペイントブラシ以降のファイルフォーマットはWindows bitmap (BMP) が標準設定となった。PCX形式も扱えたが、Windows 95でPCX形式のセーブができなくなり、Windows 98以降ではPCX形式を読み込むこともできなくなった。Windows XPからはこの他にもJPEG形式やGIF、PNG、TIFFが利用できる。ただし、これらのファイルフォーマットは保存時に画質の調整や変換アルゴリズムの指定などの詳細な設定ができないため、調整を要する場合、一度ビットマップ形式で書き出した後で再度別のグラフィックソフトウェアで保存する必要がある。なお、Windowsビットマップに関しては24ビット（1677万色）、256色、16色もしくはモノクロのいずれかを選択できるようになっている。逆にそれらのファイルを通常通り読み込むことは可能である。また、対応したフォーマットであれば拡張子が偽装されていても読み込みが可能となっている。
Windows 10 Enterprise LTSBを除くWindows 10 Insider PreviewのBuild 14971以降は、ペイントのショートカットが3Dコンテンツの制作に対応するUWP版ペイント3Dに置き換えられ、従来のWin32版ペイントのショートカットは提供されなくなった。これはmspaintコマンドでもペイント3Dが起動するようになるもので、従来のWin32版ペイントに戻す方法も残されているが、3Dコンテンツの利用を推進するために事実上ペイント3Dが推奨された形となった。その後のWindows 10 Creators Update ではペイントとペイント3Dが両方搭載されており、両者を切り替えて使用できるようになった。mspaintコマンドも従来と同様にペイントを起動するように戻された。その後はペイント3Dが非推奨となりストアからも削除されたことに伴い、再びペイント（やフォト）が推奨されるようになった。
Windows 10 Enterprise LTSBではMicrosoft Storeが提供されないため、引き続きWin32版ペイントが提供される。また、電卓（calc.exe）も同様である。

## Windows 1.0からの基本機能
Windows 1.0から2.xまでは、マイクロソフト ウィンドウズ ペイント (Microsoft Windows Paint) という名前で附属していた。MS-DOSウィンドウからPAINT.EXEというファイルを直接クリックすることで立ち上がる。
各種ツールパレットのアイコンはウィンドウの上部に並ぶ。ツールパレットの左はステータスボックスになっており、使用中のツール・模様・ブラシ（ペン先）の形・線の幅（太さ）が表示される。画像形式はMSPという独自のフォーマットで、モノクロ画像のみ扱える。色の代わりに模様を編集して利用することができた。マウスのほかにカーソルキーとスペースキーで描画することもできた。3Dツールでは6つの固定された方向に線を引くことができた。ドット単位で編集する拡大ツール（ズームイン）に対して縮小表示（ズームアウト）もあったが、縮小状態での編集はできなかった。取り消し (Undo) は1回のみ可能で、2回行うと取り消し自体が取り消され、元に戻る仕様だった （後のペイントブラシでも同様） 。点が四角に、線が二重線になるような「縁取り」という機能もあった。ドラッグ&ドロップで画面をスクロールできる「スクロール」というツールもあった。ズームインしない場合でも直線を引く補助として、画面に見えない格子を表示することができた。キャンバスのサイズを指定する場合は新規作成時にスクリーン用か印刷用かを指定しなければならなかった。印刷用の場合はインストールされているプリンタに合わせてキャンバスのサイズが変更可能になる。スクリーン用の場合はWindowsのフルスクリーン（画面解像度）が適用される。作画ウィンドウ（キャンバス）内のマウスカーソルは、ポインタと呼ばれていた。
この頃から搭載されている機能について以下に列挙する。ツールの名称はバージョンによって異なる場合があるが、ここではWindows 2.11以前の呼称を中心に記している（一部カッコで併記）。
- 鉛筆 ツールを使った線の描画 … 線の幅を選べる
  - ブラシ ツール … 「■」、「●」、「／」、「＼」、「―」、「｜」などペン先の形と大きさを選択できる
- 範囲指定 ツール … 四角形と網状（任意指定）のいずれか
- 消しゴム ツール
- 模様 … モノクロ時に模様を作成でき、模様で塗りつぶしたり描画できる
- ズームイン（拡大）とズームアウト（縮小） … 特定の範囲を拡大/縮小表示する
- 文字 ツール（テキストのツール） … フォントやフォントサイズ、スタイルやセンタリングも指定できる
- スプレー ツール（エアブラシ）
- 塗りつぶし ツール … 線で囲まれた箇所のみを塗りつぶす
  - これとは別に、円や長方形などの図形描画に付随する機能として描画する図形の内部をすべて上書きで塗りつぶす機能もある。
- 直線（ライン） ツール・曲線 ツール
- 円 ツール・楕円 ツール・四角 ツール・角の丸い四角 ツール・フリーハンドの図形 ツール・多角形 ツール … 内部を塗りつぶすものとそうでないものがある
- 垂直反転・水平反転
- 白黒反転（後の「色の反転」に相当）
- 軌跡を残しながらの選択範囲移動（Shift＋ドラッグ）
- 印刷

## ペイントブラシでの変更点
マイクロソフト ペイントブラシ (Microsoft Paintbrush) は、Windows（NT含む）3.x時代に従来のペイントに代わって標準で附属されていたアクセサリ。実行ファイル名はPBRUSH.EXEだが、プログラムマネージャのアイコンからも実行できるようになった。OLEサーバに対応。
旧ペイントとはツール類の一部やレイアウトが異なっている。カラーが扱えるようになったことで右ボタン操作と左ボタン操作にそれぞれ別の色を割り当てることができるようになり、消しゴムツールは消すというより背景色（色2）で塗りつぶす形になった。標準形式としてBMPの読み書きが行えるようになった。また、ペイントブラシのバンドル元であるZSoft Corporationの開発した画像形式であるPCX形式が読み書きできた。MSP形式も読み出しのみ可能。ツール ボックス類はウィンドウ左側に、カラー パレットは下側に並ぶようになった。左下には線の幅ボックスとカラー選択ボックスが位置する。一方で3Dツールはなくなった。
また、Windows 95以降のペイントとも使い勝手の異なる部分が少なくない。カーソルはキーボードからでも移動でき、Insert/Deleteキーを左クリック/右クリックとして利用できる（ダブルクリックは[F9]と同時押し）。キャンバスをスクロールさせると選択範囲が解除（確定）されてしまう仕様のため、一画面を超える広範囲の編集に対してはキャンバス全体を1画面に縮小表示した際にカット（コピー）アンドペーストできるようになった。後の傾きツールに相当する「傾ける」は水平方向にのみ行うことができ、マウスのドラッグによって左右どちらにも任意の角度で傾けることができた。後の伸縮ツールに相当する「縮小と拡大」は選択範囲を指定したうえでチェックを入れ、その最中に新たな範囲（長方形）を再指定することでその長方形に合わせた形に伸縮した状態で複製できるという仕様だった。このほかBSキーにより、消しゴムをかける要領で一部のみを編集前の状態に復元する機能があった。塗りつぶしは「ローラー」ツールと呼ばれ、四角形の範囲指定は「修正切り出し」ツール、任意形状の場合は「はさみ切り出し」ツールと呼ばれていた。また円ツールと楕円ツールは統合され、[Shift]キーを押しながら描けば縦横比の等しい図形として描画できた。これは四角ツールも同様である。
このバージョンから追加された機能には以下のようなものがある。
- 色指定 … デフォルトで用意された色以外に、ユーザー側でカスタムカラーを作成してパレットに追加できる（モノクロではこれまで同様に模様を作成できる）
- 色消しゴム … 選択中の色のみを消す
- 伸縮・傾き ツール … 「傾き」は選択した長方形範囲が同じ高さの平行四辺形になるような変換が施される
- 描画領域のサイズ指定 … インチ・センチ・ピクセルで任意に指定可能
- 用紙の範囲（余白）指定機能
- ツール ボックスやカラー パレットを表示するかしないかが選択可能
- 画像表示 … 一時的にツール類を消し、描画中の画像を画面全体を使って表示させるが、この状態では編集できない
- ファイルへの複写（コピー）・ファイルからの貼り付け
- カーソル位置を表示 … カーソルの座標を表示する

## Windows 95/NT4.0での変更点
旧ペイントとペイントブラシの延長上にあり、再びペイントという名前に戻った。実行ファイル名はMSPAINT.EXEになった。標準ではBMPとPCXしか扱えず、PCX画像は読み込み専用となった。しかしMicrosoft Officeなどに含まれるアドオンでGIF画像やJPEG画像なども読み込めるようになる。初代ペイントから使われていたいくつかの機能（キーボードによる操作・縮小（全体）表示）が削除された。一方でスクロールしても選択範囲が保持されるようになったほか、スポイトツールや90度単位で回転させる機能も備わった。元に戻す (Undo) は3回まで可能になり、これに伴い「繰り返し」が備わった。傾きツールは1°単位の数値入力方式となったほか、垂直方向にも傾けることができるようになった。また右クリックの機能が増えたことで一部ツールの機能や操作法が大きく変わったが、これ以降XPまで基本的な操作やツール類はほぼ共通となる。
この頃から追加された機能には以下のようなものがある。
- 虫眼鏡（拡大） ツール （従来の「拡大と縮小」を拡張したものだが縮小表示機能は無くなった[注釈 3]）
  - 本来、拡大は最大8倍までしかできないものの、虫眼鏡ツールで、一番下（8xではなく境界線ギリギリの部分）をクリックすることにより、10倍にすることができる。Visual Studio 6.0のリソースエディタでも同様のことができる。Windows 95からXPまでが該当し、それ以外ではインターフェースの差異に伴いこの方法は使えない。
- スポイト ツール … 特定の箇所の色を抽出する。
- 回転 ツール … 回転に関しては90°単位が基本であり、詳細な指定ができない[注釈 4]。

- 前身のペイントブラシとは異なるパレットが用意されるようになった。以下に詳細を示す。

95以降で画面モードがカラーにおける場合の初期設定では、以下の28色（14色×2段）が用意されている。
その内の左側16色（8色×2段）は、HTML基本16色である。
なお16色フォーマットの画像を開いた場合や、16色でセーブしたときはパレットも16色しか表示されない。
※ 表の「値」は、16進トリプレット表記。
| 値    | 000000 | 808080 | 800000 | 808000 | 008000    | 008080 | 000080 | 800080     | 808040  | 004040 | 0080FF      | 004080     | 8000FF      | 804000     |
| 色    |        |        |        |        |           |        |        |            |         |        |             |            |             |            |
| R G B | 0%     | 50%    | 50% 0% | 50% 0% | 0% 50% 0% | 0% 50% | 0% 50% | 50% 0% 50% | 50% 25% | 0% 25% | 0% 50% 100% | 0% 25% 50% | 50% 0% 100% | 50% 25% 0% |

| 値    | FFFFFF | C0C0C0 | FF0000  | FFFF00  | 00FF00     | 00FFFF  | 0000FF  | FF00FF       | FFFF80   | 00FF80      | 80FFFF   | 8080FF   | FF0080      | FF8040       |
| 色    |        |        |         |         |            |         |         |              |          |             |          |          |             |              |
| R G B | 100%   | 75%    | 100% 0% | 100% 0% | 0% 100% 0% | 0% 100% | 0% 100% | 100% 0% 100% | 100% 50% | 0% 100% 50% | 50% 100% | 50% 100% | 100% 0% 50% | 100% 50% 25% |

## Windows 98/2000での変更点
- 標準ではPCXフォーマットに対応しなくなった[注釈 5]。
- 「伸縮と傾き」で水平方向と垂直方向のパラメータを同時に指定可能になった。
- 「伸縮と傾き」の傾きの角度にマイナスが指定できるようになった。
- Microsoft Officeなどのアドオンにより提供されるGIFやJPEGを扱う機能で、読み込みだけでなく書き込みもできるようになった。

## Windows XPでの変更点
- 画像のサイズ変更をした場合、滑らかに拡大縮小されるようになった[注釈 6]。

## Windows Vistaでの変更点
- アンドゥ回数が10回まで可能。
- 表示のサイズが1/8から8倍まで選択可能。
- 標準のパレットが256色に対応した色だけではなくなった。
- 範囲選択をしてトリミングができるようになった。
- コピーした画像を90°（または270°）回転させてペーストする場合、ペーストしたい画像の背景色を透明に設定していると、ペーストしたい画像が回転した際、長方形のトリミングラインのうち縦横の短い方の長さを１辺の長さとする正方形の範囲しかペーストできなくなってしまう[注釈 7]。
- キャンバスのサイズよりも大きな画像を貼り付けたとき、キャンバスサイズの維持が選択できず、強制的にキャンバスのサイズが広がるようになってしまった。
- 「伸縮」が「サイズ変更」と表記されるようになった。

## Windows 7での変更点
Windows 7のペイントは大幅に改良が施された。
- リボンインターフェースの採用
- デフォルトの保存形式がPNGに
- アンドゥが50回まで可能
- タッチスクリーンでの使用を意識して全画面表示が可能
- ブラシの強化（油彩・水彩・マーカーなど）
- 図形描画ツールの強化（多角形・星形・矢印などが追加）
- 線や図形の描画時にアンチエイリアス処理が可能
- ブラシ・図形内の塗りつぶしで簡易的なアルファチャンネルを使用可能
- 塗りつぶし効果・色・線種の変更時にマウスカーソルをポイントするとプレビューする機能
- 拡大率が100%以外でもテキスト挿入ツールを使用可能に
- jpg保存時の画質、圧縮率の向上
- サイズ変更に「縦横比を維持する」のチェックボックスが用意された

## Windows 10での変更点
2017年4月のWindows 10 Creators Updateで従来のペイントの後継として、ペイント3Dがリリースされた。ペイントが持つ2次元画像編集機能に加えて、空間内に3次元モデルデータを配置・編集し、キャンバス上の2次元画像と合成する機能を持つ。従来のペイントには「ペイント3Dで編集する」ボタンが追加された。
ペイントはFall Creators Updateで非推奨となり、ペイント3Dへ置き換えられることを通知する「製品の警告」ボタンがOctober 2018 Updateまで表示されていた。しかし後には逆にペイント3Dが非推奨となり2024年11月にストアからも削除されたため、再びペイントが推奨されるようになった。

## Windows 11での変更点
Windows 11のビジュアルデザインに合わせて再設計されており、ウィンドウ・ポップアップメニューの角が丸くなったほか、ウィンドウの重なりを視覚的に表現する「Mica」（雲母）マテリアル効果、アイコンがアップデートされシンプルになったツールバーなどが導入されている。新たに画像の透過とレイヤー機能にも対応し、背景の削除機能が追加された。生成AIにも対応した。
UWPアプリとなり、Microsoft Storeで提供されるようになった。実行ファイルは従来の場所から移動したが、ファイル名を指定して実行やコマンドからは従来通り起動できる。